# Хуго VI фон Тауферс
Хуго VI фон Тауферс (на немски: Hugo VI Herr zu Taufers; † 17 март 1309, Бург Нойхауз при Гайс, Южен Тирол) е господар на замък Тауферс и замък Нойхауз в Южен Тирол в Италия.

## Произход и наследство
Той е син на Улрих II фон Тауферс († 1293) и съпругата му графиня Еуфемия фон Хойнбург († 1316), дъщеря на граф Вилхелм IV 'Млади' фон Малта и Лаас († 1250) и Елизабет († сл. 1256). Внук е на Хуго IV фон Тауферс († 1248) и Аделхайд фон Епан († 1263/1264). Роднина е на Хайнрих фон Тауферс († 1239), епископ на Бриксен (1224 – 1239). Брат е на Аделхайд фон Тауферс († сл. 1300), омъжена пр. 1278 г. за Гебхард I фон Хоенлое-Браунек-Халтенбергщетен († 1300), Хедвиг фон Тауферс († сл. 1298), омъжена за Хартнид III фон Петау-Фридау († ок. 1316), и на Улрих III фон Тауферс († ок. 1293), женен за Агнес Да Камино († сл. 1316). Полубрат е на Еуфемия фон Тауферс († 1329), омъжена пр. 3 април 1311 г. за Андреас I фон Хоенлое-Браунек († 1318), син на Готфрид фон Хоенлое-Браунек († 1312).
Хуго VI фон Тауферс умира на 17 март 1309 г. в Бург Нойхауз при Гайс и е погребан в манастир Клариса в Бриксен. Около 1309/1315 г. голяма част от господството Тауферс отива на графовете на Тирол. Господарите фон Тауферс измират през 1336 г. Замъкът Нойхауз отива на графовете на Горица и Градишка в Тирол.

## Фамилия
Хуго VI фон Тауферс се жени пр. 1303 г. за Маргарета фон Труендинген († сл. 23 септември 1315), (незаконна) дъщеря на граф Фридрих II (VI) фон Труендинген († 1290) и Агнес фон Вюртемберг († 1305). Те имат една дъщеря:
- Агнес фон Тауферс († 21 юни 1351), омъжена на 20 март 1313 г. за граф Конрад V фон Кирхберг († сл. 1315), син на Конрад III фон Кирхберг († 1315).